# Навигатор (фильм, 1924)
«Навигатор» (англ. The Navigator) — американская чёрно-белая немая комедия 1924 года, сорежиссёром и исполнителем главной роли в которой был Бастер Китон. Находится в общественном достоянии и включена в Национальный реестр фильмов.

## Сюжет
На борту дрейфующего в открытом море корабля нет никого, кроме двух случайно здесь оказавшихся мужчины и женщины, Ролло Тредвэя (в исполнении Бастера Китона) и Бетси О’Брайен (актриса Кэтрин Макгуайр).
Действие разворачивается во время Первой мировой войны. Иностранные агенты, пытавшиеся помешать плаванию корабля «Навигатор», связали судовладельца и отпустили корабль в свободный дрейф. Так как возлюбленная Ролло, Бетси отказалась выходить за него замуж, он решил отправиться в путешествие в полном одиночестве, но по ошибке сел не на то судно, а судьба-злодейка всё-таки сводит его с несостоявшейся невестой на этом самом корабле. Бетси, отказавшая ему, дочь судовладельца пришла на судно вместе со своим отцом, но потеряла его и услышав крик о помощи, она пытается его найти.
Двое молодых людей первоначально даже и не подозревают о происходящем на борту и встречаются не сразу, а прежде невольно играют в прятки, пугая друг друга до полусмерти. Не приспособленные к труду, избалованные роскошной жизнью детки богатых родителей, они никак не могут освоиться в сложившейся ситуации, даже приготовление пищи становится для них проблемой. Когда же они, спустя несколько недель плавания, наконец-то приспосабливаются к обстоятельствам, тут перед ними возникает новая опасность: они видят берег, но населённый каннибалами. Течение медленно несёт корабль прямо к ним.
В то время как герой Китона надевает водолазный скафандр, чтоб залатать пробоину в корабле, Бетси уже оказывается захваченной кровожадными туземцами. Вышедший из моря на берег прямо в скафандре Ролло распугивает дикарей и вместе с Бетси возвращается на корабль, причём Бетси плывёт при этом, усевшись на Ролло верхом, как на лодку, и работая веслом. Каннибалы атакуют корабль, но Ролло и Бетси после ожесточённой борьбы с туземцами пытаются от них уйти на маленькой лодке. Когда преследователи их, казалось бы, вот-вот уже догонят и захватят, приходит неожиданное спасение в виде подводной лодки, вынырнувшей на поверхность.

## В ролях
- Бастер Китон — Ролло Тредвэй
- Кэтрин Макгуайр — Бетси О’Брайен
- Фредерик Врум — Джон О’Брайен, отец Бетси

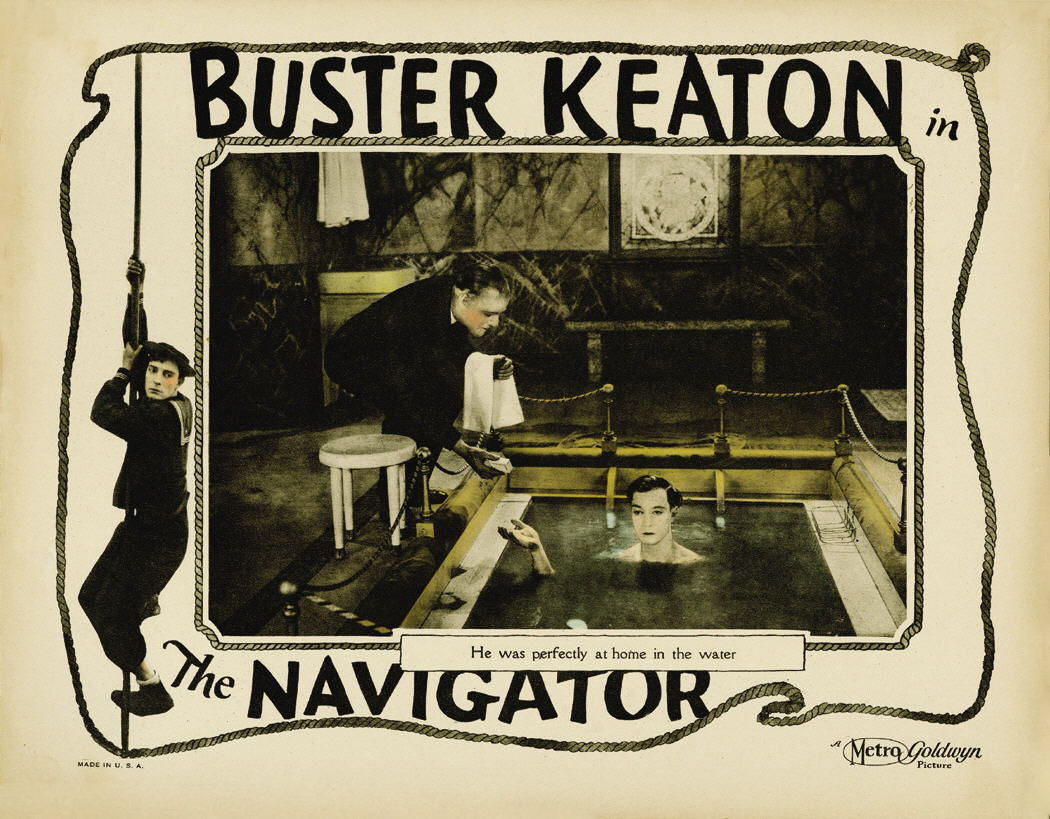
Постер к фильму

## Съёмки
При съёмках фильма использовалось реальное пассажирско-грузовое судно USAT Buford, которое служило в качестве военного транспорта во время испано-американской войны и Первой мировой войны. Также корабль был печально известен как «Красный ковчег» из-за перевозки 249 депортированных из Советской России американских «нежелательных» граждан (среди них была известная анархистка Эмма Гольдман). После путешествия на Аляску во второй половине 1923 года и ещё к южным морям в начале 1924 года корабль по сходной цене (за $25 000) был зафрахтован на три месяца Китоном для съёмок намеченного им проекта. Желтый "карантинный" флаг корабля был раскрашен вручную. В дальнейшем тот же прием повторит Сергей Эйзенштейн в фильме «Броненосец "Потемкин"» (1925).
Довольно сложными оказались подводные съёмки. В фильме Китону приходится нырять в воду в водолазном костюме (для устранения пробоины в носовой части судна). Съёмки проходили в специально оборудованном бассейне в течение месяца. Китон рассказывал: «Я мог оставаться внизу не более тридцати минут, потому что холод от воды доставал до моих почек. Примерно через полчаса становишься малоподвижным. После чего хочется быстрее подняться наверх».

## Премьеры
- США — 13 октября 1924 года состоялась американская премьера фильма. Успех был впечатляющим, на тот момент по кассовым сборам это была самой успешной работой Китона, только в 1926 году его фильм «Вояка Батлер» соберёт большую кассу[3].
- Франция — европейская премьера фильма состоялась 13 марта 1925 года в Париже.

…Дух приключения, 1-е и самые сильные ощущения (страх, удивление и т. д.), доведённые до почти фантастического градуса, геометричный режиссёрский стиль, изменяющийся от пространства-времени, которое само с неизменной изобретательностью меняется для каждого гэга: все составные элементы искусства Китона, последовательно отточенные им в короткометражных лентах, собираются вместе в этой картине и делают из неё 1-й подлинный шедевр великого комика.

## Признание
В 2000 году Американский киноинститут (AFI) внёс «Навигатора» в список «100 самых смешных американских фильмов за 100 лет», поставив его на 81 место.